# Pokémon Rumble Blast
Pokémon Rumble Blast, conhecido na Europa e na Austrália como Super Pokémon Rumble, conhecido no Japão como Super Pokémon Scramble (スーパーポケモンスクランブル, Supa Pokémon Sukuranburu), é um jogo eletrônico de Pokémon para o Nintendo 3DS. Sucessor de Pokémon Rumble, foi lançado no Japão em 11 de agosto de 2011, nos Estados Unidos em 24 de outubro de 2011, na Europa em 2 de dezembro de 2011, na Austrália em 8 de novembro de 2011 e no Brasil em 9 de dezembro de 2011.

## Jogabilidade
Pokémon Rumble Blast tem características de jogabilidade semelhante ao seu antecessor Pokémon Rumble, em que Pokémon do jogador explora diversas áreas, enquanto lutava contra Pokémon inimigo. Um Pokémon chefe espera no final de cada dungeon e a dificuldade de cada boss aumenta conforme o jogador progride ao longo do jogo. Neste jogo existem cidades da região e cada cidade tem máquinas onde você pode comprar novos movimentos, liberação Pokémon quando você tem demais, e uma fonte cheia de Glowdrops que curar seu Pokémon. No jogo, Glowdrops estão a desaparecer e você tem que descobrir quem levou e por que. Este jogo inclui Toy Pokémon de todos as cinco gerações.
Pokémon Rumble Blast também vem com a opção de jogar contra os outros sem fio usando StreetPass tagging. Este permite ao jogador ver Pokémon de outros jogadores e Miis.

## Sequência
Pokémon Rumble World é um videogame sequente de Pokémon Rumble Blast para Nintendo 3DS, lançado em 8 de agosto de 2015.